# Willy Kemp
Willy Kemp (Kopstal, 28 december 1925 - Bertrange, 19 oktober 2021) was een Luxemburgse wielrenner.
Kemp werd als amateur in 1947 wereldkampioen bij de universitairen te Parijs. Ongetwijfeld was dit een belangrijk feit, omdat Willy toen heeft bewezen dat studeren en wielrennen niet langer meer als incompatibel konden worden beschouwd. In 1955 won deze Luxemburger Namen-Metz in de Ronde van Frankrijk. Dit was een mooi toppunt voor deze man, die als jonge renner toch vlug al iets gepresteerd had (4de plaats in Luik-Bastenaken-Luik) en door het veroveren van de Luxemburgse nationale trui, op een moment dat er andere goede renners waren in het Groot-Hertogdom.
Hij stierf op 19 oktober 2021, op 95-jarige leeftijd. Voor zijn dood werd hij genoteerd als de oudste nog levende professionele wielrenner van Luxemburg.

## Resultaten in voornaamste wedstrijden
| Jaar | Parijs-Roubaix | Luik-Bast.‑Luik | Ronde van Lombardije |
| ---- | -------------- | --------------- | -------------------- |
| 1949 | 95e            | 4e              | 42e                  |
| 1950 |                | 46e             |                      |